# Stadion im. Andrzeja Skulskiego w Rybniku
Stadion im. Andrzeja Skulskiego – stadion miniżużlowy w Rybniku-Chwałowicach, w Polsce. Został otwarty 11 października 2003 roku. Może pomieścić 1700 widzów. Użytkowany jest przez klub miniżużlowy Rybki Rybnik. Długość toru żużlowego na stadionie wynosi 129 m.
W 2001 roku z inicjatywy Andrzeja Skulskiego powstał w Rybniku klub miniżużlowy Rybki Rybnik. Nowy klub rozpoczął starania o utworzenie w mieście toru do miniżużla. Obiekt powstał w dzielnicy Chwałowice, a jego otwarcie miało miejsce 11 października 2003 roku. Na początku 2004 roku zamontowano na torze bandę okalającą, dzięki czemu możliwe stało się organizowanie na obiekcie zawodów. W 2005 roku na stadionie odbył się finał Pucharu Europy w klasie 80 cm³. Zawody te rozegrano na torze w Chwałowicach jeszcze w latach 2007 i 2015. Natomiast w latach 2009, 2011 i 2018 na stadionie odbyły się finały Złotego Trofeum Młodzików (80 cm³). Ponadto obiekt gościł inne zawody, np. Indywidualne Mistrzostwa Polski. W 2018 roku obiekt otrzymał imię zmarłego w 2009 roku założyciela klubu Rybki Rybnik, Andrzeja Skulskiego. Odpowiednią uchwałę na wniosek klubu podjęła w maju 2018 roku Rada Miasta, uroczyste nadanie imienia stadionowi miało miejsce 29 lipca 2018 roku, przed finałem Złotego Trofeum Młodzików.